# قائمة الخوارزميات
تحتوي هذا اللائحة على مختلف الخوارزمات المعروفة في مختلف المجالات، ايجاد جذور دالة مثالا.

## الرياضيات الحسابية

### الجبر التجريدي
- بحث شيان

### الهندسة
- مسألة أقرب زوج من النقاط، تتمثل في إيجاد النقطتين اللتين تبتعدان عن بعضعما بأقل مسافة طولا.

### خوارزميات نظرية الأعداد
- الخوارزمية الثنائية لحساب القاسم المشترك الأكبر هي طريقة فعالة تمكن من حساب القاسم المشترك الأكبر.